# Germán García (historietista)
Germán García es un historietista e ilustrador español, nacido en Oviedo el 23 de octubre de 1970.

## Biografía
Germán García estudió Diseño gráfico en la Escuela de Artes Aplicadas y Oficios Artísticos de su ciudad natal, especializándose en ilustración. Tras ganar los premios al mejor cómic en la Semana Negra de Gijón (1991, 1992) y el Premio Urriellu (1993), se autoeditó los cuatro números de La Quimera Verde (1993).
En 1995 publicó dos series: Trop, en "El Gomeru" (Trabe Ed.) y, ya a nivel nacional, Botas y Tacos en "El Víbora" (La Cúpula).
Nominado como mejor autor revelación en el Salón Internacional de Cómic de Barcelona en 1996, inició al año siguiente su serie más conocida: "Tess Tinieblas". Después de 7 entregas, la abandonó para dar el salto al mercado americano, donde debutó en marzo de 1998 con el número 78 de "Cable", escrito por Joe Casey. Tras dibujar algunos números de "X-Men" para Marvel y "Action Comics" para DC, abandonó el mundo del cómic.
En 2019, tras 18 años de silencio profesional, retoma su carrera, dibujando una miniserie de cuatro números  titulada Barbarella / Dejah Thoris, publicada originalmente en Estados Unidos, por la editorial Dynamite.

## Cómics publicados
| Fecha   | Título                  | Número   | Editorial          | Labor          |
| ------- | ----------------------- | -------- | ------------------ | -------------- |
| 1997    | Tess Tinieblas          | 1-6      | Camaleón Ediciones | Guion y dibujo |
| 1998    | Trop                    | one-shot | Dude Comics        | Guion y dibujo |
| 03/1998 | Cable                   | 52       | Marvel Comics      | Dibujo         |
| 05/1998 | X-Men                   | 75       | Marvel Comics      | Dibujo         |
| 07/1998 | X-Men                   | 77       | Marvel Comics      | Dibujo         |
| 08/1998 | X-Men                   | 78       | Marvel Comics      | Dibujo         |
| 09/1998 | X-Men                   | 79       | Marvel Comics      | Dibujo         |
| 04/1999 | Cable Annual            | one-shot | Marvel Comics      | Dibujo         |
| 01/2000 | Action Comics           | 761      | DC Comics          | Dibujo         |
| 02/2000 | Action Comics           | 762      | DC Comics          | Dibujo         |
| 03/2000 | Action Comics           | 763      | DC Comics          | Dibujo         |
| 01/2019 | Barbarella/Dejah Thoris | 1        | Dynamite           | Dibujo         |
| 02/2019 | Barbarella/Dejah Thoris | 2        | Dynamite           | Dibujo         |
| 03/2019 | Barbarella/Dejah Thoris | 3        | Dynamite           | Dibujo         |
| 04/2019 | Barbarella/Dejah Thoris | 4        | Dynamite           | Dibujo         |
| 10/2019 | Immortal Hulk           | 25       | Marvel Comics      | Dibujo         |